# Tiago Monteiro
Pour les articles homonymes, voir Thiago Monteiro et Monteiro (homonymie).

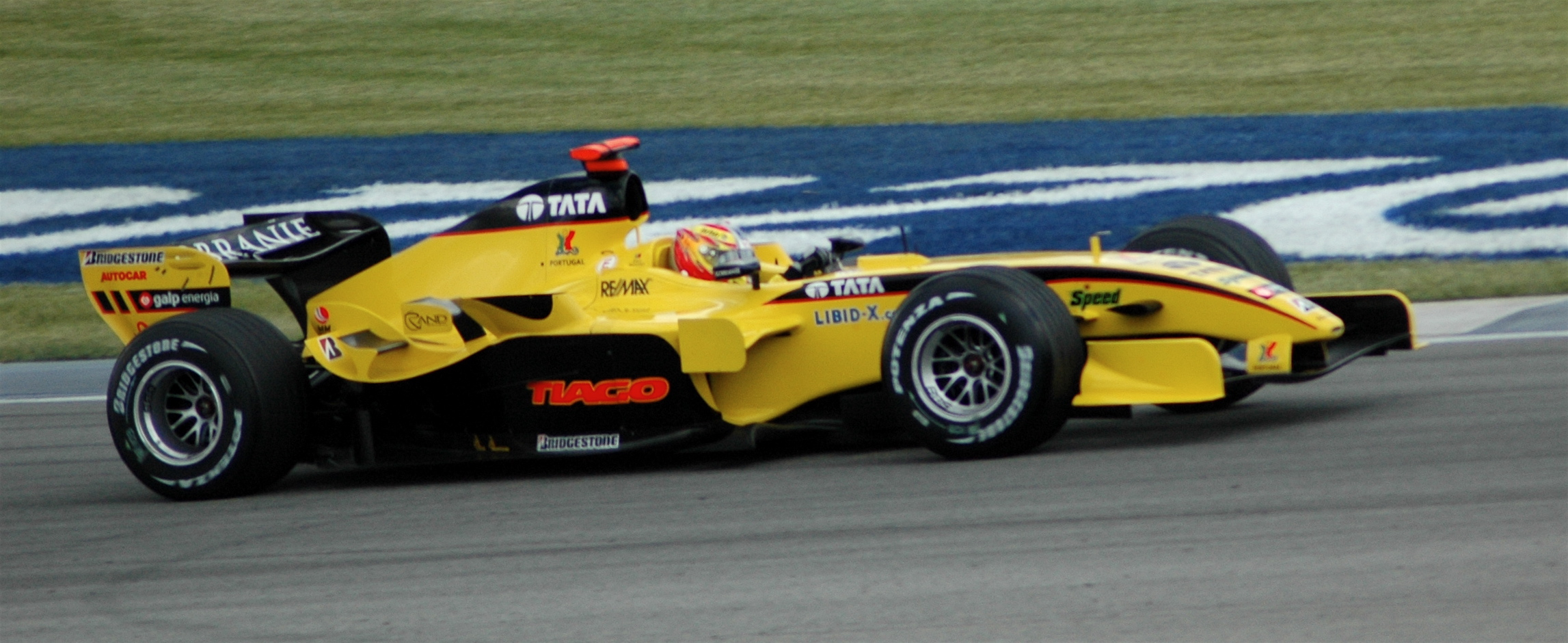
Monteiro sur Jordan lors des essais du GP d'Indianapolis 2005

Tiago Monteiro est un pilote automobile portugais né le 24 juillet 1976 à Porto. Engagé en championnat du monde de Formule 1 en 2005 et 2006, il s'oriente ensuite vers les championnats de voiture de tourisme tel que le WTCC et le WTCR.

## Biographie

### Débuts en compétition
Tiago Monteiro s'illustre d'abord en 1997 en championnat de France de Porsche Supercup en remportant cinq courses pour autant de pole positions. À partir de 1998, il dispute le championnat de France de Formule 3 qu'il termine douzième. En 1999, il remporte une course et termine sixième du classement. Il prend également part aux 24 heures du Mans et s'y classe seizième. Toujours fidèle au championnat de France de Formule 3 en 2000, il termine la saison au deuxième rang après avoir remporté quatre courses. En 2001, sa dernière saison en championnat de France, il est à nouveau vice-champion avec quatre victoires et six pole positions. Il remporte une victoire de prestige dans l'une des deux manches du meeting de Spa-Francorchamps dans le cadre du championnat de Grande-Bretagne qui servait également de support à la Coupe d'Europe. Il s'aligne aussi au championnat de France de course GT et en Formule France et prend part au Trophée Andros.
Tiago rejoint le championnat international de Formule 3000 en 2002, au sein de l'écurie Super Nova de David Sears. Il termine douzième du championnat, loin de son coéquipier Sébastien Bourdais qui remporte le titre. Il est convié, en fin d'année, à un test comparatif, à Barcelone, face à Sébastien Bourdais et à Franck Montagny pour l'attribution du poste de pilote-essayeur chez Renault F1 Team, qui revient à Montagny.
Comme Bourdais, Tiago Monteiro rejoint le Champ Car en 2003 au sein de l'éphémère écurie d'Emerson Fittipaldi, Fittipaldi-Dingman Racing. Il termine quinzième du championnat avant de revenir en Europe l'année suivante pour disputer le championnat de World Series by Nissan avec l'écurie Carlin Motorsport. Il termine vice-champion derrière l'espoir finlandais Heikki Kovalainen. Parallèlement, il effectue plusieurs tests en Formule 1 pour le compte de la Scuderia Minardi.

### Formule 1
Monteiro est promu titulaire en Formule 1 chez Jordan Grand Prix en 2005 et devient le premier Portugais à monter sur un podium en se classant troisième du Grand Prix automobile des États-Unis 2005 à Indianapolis où seulement six voitures prennent le départ. Sa huitième place au Grand Prix automobile de Belgique 2005, dans des conditions météorologiques délicates, est plus probante. Monteiro se fait remarquer en battant le record du plus grand nombre de Grands Prix terminés consécutivement pour un pilote débutant avec seize arrivées consécutives (record battu en 2013 par Max Chilton). Il bat aussi le record du plus grand nombre de Grands Prix terminés en une saison avec dix-huit courses sur dix-neuf menées à terme (record battu en 2012 par Kimi Räikkönen).
En 2006, Tiago Monteiro rejoint Midland F1 Racing qui a racheté son ancienne équipe. Dominé par son équipier Christijan Albers, ses modestes résultats ne lui permettent pas de dépasser son statut de pilote-payant et il est remplacé, en 2007, par le jeune pilote allemand Adrian Sutil.

### Second souffle en WTCC
En 2007, Tiago Monteiro rebondit en championnat du monde des voitures de tourisme au volant d'une SEAT. Il se classe onzième du classement général avec trois podiums. En 2008, il remporte sa première victoire dans le championnat, lors de la deuxième manche du meeting de Puebla. Quelques mois plus tard, lors de la seconde manche du weekend sur le circuit d'Estoril, il remporte à domicile une nouvelle victoire après un dépassement sur Félix Porteiro. Il se classe douzième du classement général puis neuvième l'année suivante, sans aucune victoire.
Ses résultats s'améliorent en 2010 quand il réalise trois podiums dont deux victoires, la première en juillet sur le circuit de Portimao et la seconde en septembre sur le Circuit de Valencia.

## Résultats en championnat du monde de Formule 1
| Saison | Écurie                     | Châssis    | Moteur     | Pneus       | GP disputés | Podiums | Points inscrits | Classement |
| ------ | -------------------------- | ---------- | ---------- | ----------- | ----------- | ------- | --------------- | ---------- |
| 2005   | Jordan Grand Prix          | EJ15 EJ15B | Toyota V10 | Bridgestone | 19          | 1       | 7               | 16e        |
| 2006   | MF1 Racing Spyker MF1 Team | M16        | Toyota V8  | Bridgestone | 18          | 0       | 0               | 21e        |

| Année | Écurie            | Châssis      | Moteur                | 1      | 2      | 3        | 4      | 5      | 6      | 7      | 8      | 9      | 10       | 11       | 12       | 13     | 14       | 15       | 16       | 17       | 18     | 19     | Classement | Points |
| ----- | ----------------- | ------------ | --------------------- | ------ | ------ | -------- | ------ | ------ | ------ | ------ | ------ | ------ | -------- | -------- | -------- | ------ | -------- | -------- | -------- | -------- | ------ | ------ | ---------- | ------ |
| 2005  | Jordan Grand Prix | Jordan EJ15  | Toyota RVX-05 3.0 V10 | AUS 16 | MAL 12 | BAH 10   | SAN 13 | SPA 12 | MON 13 | EUR 15 | CAN 10 | USA 3  | FRA 13   | GBR 17   | ALL 17   | HUN 13 | TUR 15   |          |          |          |        |        | 16e        | 7      |
| 2005  | Jordan Grand Prix | Jordan EJ15B | Toyota RVX-05 3.0 V10 |        |        |          |        |        |        |        |        |        |          |          |          |        |          | ITA 17   | BEL 8    | BRA Abd. | JPN 13 | CHI 11 | 16e        | 7      |
| 2006  | MF1 Racing        | Midland M16  | Toyota RVX-06 2.4 V8  | BAH 17 | MAL 13 | AUS Abd. | SAN 16 | EUR 12 | SPA 16 | MON 15 | GBR 16 | CAN 14 | USA Abd. | FRA Abd. | ALL Dsq. | HUN 9  | TUR Abd. |          |          |          |        |        | 21e        | 0      |
| 2006  | Spyker MF1 Team   | Midland M16  | Toyota RVX-06 2.4 V8  |        |        |          |        |        |        |        |        |        |          |          |          |        |          | ITA Abd. | CHI Abd. | JPN 16   | BRA 15 |        | 21e        | 0      |

## Documentaire
- The Man in every Shot, film de Diran Noubar sur la vie de Tiago Monteiro (2010).